# Каменка (приток Юмки)
Каменка — река в России, протекает в Свечинском районе Кировской области. Устье реки находится в 4,8 км по левому берегу реки Юмка. Длина реки составляет 10 км.
Исток реки восточнее деревни Ацвеж в 19 км к северо-востоку от посёлка Свеча. Течёт на северо-запад и юго-запад, крупнейший приток — Косачка (правый). Впадает в Юмку восточнее деревни Бурковы.

## Данные водного реестра
По данным государственного водного реестра России относится к Камскому бассейновому округу, водохозяйственный участок реки — Вятка от города Котельнич до водомерного поста посёлка городского типа Аркуль, речной подбассейн реки — Вятка. Речной бассейн реки — Кама.
Код объекта в государственном водном реестре — 10010300412111100036580.